# Chrysogorgia bracteata
Chrysogorgia bracteata is een zachte koraalsoort uit de familie Chrysogorgiidae. De koraalsoort komt uit het geslacht Chrysogorgia. Chrysogorgia bracteata werd in 1988 voor het eerst wetenschappelijk beschreven door Bayer & Stefani.